# Енциклопедія Словенії
Енциклопедія Словенії (словен. Enciklopedija Slovenije) — універсальне довідково-енциклопедичне видання про Словенію.
Історично перша і основна словенська енциклопедія. Складається з 16 томів, опублікованих за підтримки Словенської академії наук і мистецтв у видавництві Mladinska knjiga (Любляна) в 1987—2002 роках. Містить 342 тисячі статей. Під редакцією Мар'яна Яворника (1924—2008), Душана Воглара і Оленки Дермастії. Тираж перших томів склав 30 тисяч примірників, наступних — 15 тисяч.
За створення енциклопедії (видатні заслуги з систематизації знань про територію і людей Словенії) видавництво в 2002 році було удостоєне найвищої державної нагороди Словенії — Золотого ордена Свободи.